# Anunciante
Un anunciante (del verbo latino annunciare , que significa proclamar o dar a conocer una noticia) es el sujeto que da a conocer la noticia o que la anuncia. 
Utilizado como sustantivo se define como un individuo que realiza la acción de anunciar algún objeto, campaña o cualquier otro elemento con el objetivo de proceder a su venta, mientras que si se emplea como adjetivo indica la acción del sustantivo que lo acompaña.
Con la aparición de la publicidad tal y como la conocemos hoy en día, en el ámbito de la comunicación,  dada la existencia aún del artículo 10 de la Ley de Publicidad, se define como anunciante a “la persona natural o jurídica en cuyo interés se realiza la publicidad”. En consecuencia, se asegura que sin él, la existencia de la publicidad se da por imposible.
Otro factor importante a la hora de encuadrar este concepto en el contexto de la publicidad es el factor temporal: el anunciante lo es por el hecho de anunciarse a menudo o de forma ocasional.  La cantidad, es decir, la magnitud de lo anunciado no tiene nada que ver con la condición de la persona que realiza esta tarea, cualquiera lo es simplemente por anunciar desde una venta hasta el estreno de una película, o la aparición de un nuevo producto en una revista.
Además, el anunciante puede formar parte de un equipo publicitario o gabinete de comunicación, si pertenece a una empresa, cumple un cometido que consiste en la promoción de los intereses de la empresa en ese momento, así como la preocupación por su imagen corporativa con estos anuncios. Sin comunicación, no puede existir ningún tipo de organización en una empresa. Así, se presupone que el anunciante es el encargado de los temas económicos y jurídico-legales de la publicidad de una empresa.
- Datos: Q5700631